# Eternalize Love!!
『Eternalize Love!!』（エターナライズ・ラブ）は、虹ヶ咲学園スクールアイドル同好会のコンピレーション・アルバム。2025年5月14日にLantisから発売された。

## 背景
この作品は、ビジュアルノベルゲーム『ラブライブ！虹ヶ咲学園スクールアイドル同好会 トキメキの未来地図』の主題歌アルバムとして発表され、歌唱は虹ヶ咲学園スクールアイドル同好会に加え、各ソロヴァージョンも収録されている。
2024年12月26日に生配信された『ラブライブ！虹ヶ咲学園スクールアイドル同好会生放送 年末だョ！2024トキメキ活動報告会&にじちず体験会スペシャル』にて、主題歌の詳細が発表された。

## リリース
2025年5月14日にLantisからリリースされ、初回生産特典として『ラブライブ！シリーズ オフィシャルカードゲーム PRカード「Eternalize Love!!」』が封入される。

## チャート成績
2025年5月26日付のオリコン週間アルバムランキングでは14位にランクインした。

## 収録曲
| 全作詞: miyakei、全作曲・編曲: 玉木千尋。 |                                                                              |         |            |      |
| #                                         | タイトル                                                                     | 作詞    | 作曲・編曲 | 時間 |
| 1.                                        | 「Eternalize Love!!」(虹ヶ咲学園スクールアイドル同好会)                      | miyakei | 玉木千尋   | 4:03 |
| 2.                                        | 「Eternalize Love!! (上原歩夢 Solo Ver.)」(上原歩夢（大西亜玖璃）)           | miyakei | 玉木千尋   | 4:03 |
| 3.                                        | 「Eternalize Love!! (中須かすみ Solo Ver.)」(中須かすみ（相良茉優）)         | miyakei | 玉木千尋   | 4:03 |
| 4.                                        | 「Eternalize Love!! (桜坂しずく Solo Ver.)」(桜坂しずく（前田佳織里）)       | miyakei | 玉木千尋   | 4:03 |
| 5.                                        | 「Eternalize Love!! (朝香果林 Solo Ver.)」(朝香果林（久保田未夢）)           | miyakei | 玉木千尋   | 4:03 |
| 6.                                        | 「Eternalize Love!! (宮下愛 Solo Ver.)」(宮下愛（村上奈津実）)               | miyakei | 玉木千尋   | 4:03 |
| 7.                                        | 「Eternalize Love!! (近江彼方 Solo Ver.)」(近江彼方（鬼頭明里）)             | miyakei | 玉木千尋   | 4:03 |
| 8.                                        | 「Eternalize Love!! (優木せつ菜 Solo Ver.)」(優木せつ菜（林鼓子）)           | miyakei | 玉木千尋   | 4:03 |
| 9.                                        | 「Eternalize Love!! (エマ・ヴェルデ Solo Ver.)」(エマ・ヴェルデ（指出毬亜）) | miyakei | 玉木千尋   | 4:03 |
| 10.                                       | 「Eternalize Love!! (天王寺璃奈 Solo Ver.)」(天王寺璃奈（田中ちえ美）)       | miyakei | 玉木千尋   | 4:03 |
| 11.                                       | 「Eternalize Love!! (三船栞子 Solo Ver.)」(三船栞子（小泉萌香）)             | miyakei | 玉木千尋   | 4:03 |
| 12.                                       | 「Eternalize Love!! (ミア・テイラー Solo Ver.)」(ミア・テイラー（内田秀）)   | miyakei | 玉木千尋   | 4:03 |
| 13.                                       | 「Eternalize Love!! (鐘嵐珠 Solo Ver.)」(鐘嵐珠（法元明菜）)                 | miyakei | 玉木千尋   | 4:03 |
| 14.                                       | 「Eternalize Love!!」(Off Vocal)                                             | miyakei | 玉木千尋   | 4:02 |
| 合計時間:                                 | 合計時間:                                                                    | 56:41   |            |      |

## タイアップ
| #  | 曲名                                             | タイアップ                                                                                                  |
| -- | ------------------------------------------------ | --- |
| 1  | 「Eternalize Love!!」                            | ビジュアルノベルゲーム『ラブライブ！虹ヶ咲学園スクールアイドル同好会 トキメキの未来地図』主題歌             |
| 2  | 「Eternalize Love!! (上原歩夢 Solo Ver.)」       | ビジュアルノベルゲーム『ラブライブ！虹ヶ咲学園スクールアイドル同好会 トキメキの未来地図』エンディングテーマ |
| 3  | 「Eternalize Love!! (中須かすみ Solo Ver.)」     | ビジュアルノベルゲーム『ラブライブ！虹ヶ咲学園スクールアイドル同好会 トキメキの未来地図』エンディングテーマ |
| 4  | 「Eternalize Love!! (桜坂しずく Solo Ver.)」     | ビジュアルノベルゲーム『ラブライブ！虹ヶ咲学園スクールアイドル同好会 トキメキの未来地図』エンディングテーマ |
| 5  | 「Eternalize Love!! (朝香果林 Solo Ver.)」       | ビジュアルノベルゲーム『ラブライブ！虹ヶ咲学園スクールアイドル同好会 トキメキの未来地図』エンディングテーマ |
| 6  | 「Eternalize Love!! (宮下愛 Solo Ver.)」         | ビジュアルノベルゲーム『ラブライブ！虹ヶ咲学園スクールアイドル同好会 トキメキの未来地図』エンディングテーマ |
| 7  | 「Eternalize Love!! (近江彼方 Solo Ver.)」       | ビジュアルノベルゲーム『ラブライブ！虹ヶ咲学園スクールアイドル同好会 トキメキの未来地図』エンディングテーマ |
| 8  | 「Eternalize Love!! (優木せつ菜 Solo Ver.)」     | ビジュアルノベルゲーム『ラブライブ！虹ヶ咲学園スクールアイドル同好会 トキメキの未来地図』エンディングテーマ |
| 9  | 「Eternalize Love!! (エマ・ヴェルデ Solo Ver.)」 | ビジュアルノベルゲーム『ラブライブ！虹ヶ咲学園スクールアイドル同好会 トキメキの未来地図』エンディングテーマ |
| 10 | 「Eternalize Love!! (天王寺璃奈 Solo Ver.)」     | ビジュアルノベルゲーム『ラブライブ！虹ヶ咲学園スクールアイドル同好会 トキメキの未来地図』エンディングテーマ |
| 11 | 「Eternalize Love!! (三船栞子 Solo Ver.)」       | ビジュアルノベルゲーム『ラブライブ！虹ヶ咲学園スクールアイドル同好会 トキメキの未来地図』エンディングテーマ |
| 12 | 「Eternalize Love!! (ミア・テイラー Solo Ver.)」 | ビジュアルノベルゲーム『ラブライブ！虹ヶ咲学園スクールアイドル同好会 トキメキの未来地図』エンディングテーマ |
| 13 | 「Eternalize Love!! (鐘嵐珠 Solo Ver.)」         | ビジュアルノベルゲーム『ラブライブ！虹ヶ咲学園スクールアイドル同好会 トキメキの未来地図』エンディングテーマ |

### ユニットメンバー
1. 1 2 3 4 5  上原歩夢（大西亜玖璃）、中須かすみ（相良茉優）、桜坂しずく（前田佳織里）、朝香果林（久保田未夢）、宮下愛（村上奈津実）、近江彼方（鬼頭明里）、優木せつ菜（林鼓子）、エマ・ヴェルデ（指出毬亜）、天王寺璃奈（田中ちえ美）、三船栞子（小泉萌香）、ミア・テイラー（内田秀）、鐘嵐珠（法元明菜）